# NEW HORIZON (B-DASHのアルバム)
『NEW HORIZON』（ニュー・ホライズン）は、B-DASHの4枚目のアルバム。

## 概要
- インスト1曲と英語詞1曲を除く全曲が日本語詞という、それまでのB-DASHとは路線が異なるアルバム。

## 収録曲
全作曲:GONGON、全編曲:B-DASH
1. サバイブ (3:56)
作詞:HIROMITSU MANABE
2. GO GO B-DASH! (2:05)
作詞:GONGON&ARASE
3. 花鳥風月 (2:36)
作詞:YASUTAKA TAKESHITA
4. ラッキーボーイ (3:39)
作詞:GONGON&ARASE
5. LON (3:25)
作詞:GONGON
6. ダンサーゼブラ (2:45)
作詞:GONGON
7. BIG FUN TIME HAS COME (2:08)
作詞:GONGON
8. 窓 (2:31)
作詞:DAIGO IZUMI
9. 心の詩 (3:20)
作詞:KONCHI
10. ヘヴィ (2:44)
インストゥルメンタル。
11. NEW HORIZON (4:13)
作詞:JUNJI ISHIWATARI
PVが存在する。元SUPERCARのいしわたり淳治が作詞。
12. SQUASHレゲエ (3:53)
作詞:DAISUKE FUJITA